# Mistrzostwa NCAA Division III w Zapasach w 2024
Mistrzostwa NCAA Division III w zapasach w 2024 roku rozegrane zostały w La Crosse w dniach 13–15 marca. Zawody odbyły się w La Crosse Center.
- Outstanding Wrestler – Chase Randall[2].

Punkty zdobyły 53 drużyny.

## Wyniki

### Drużynowo
| Kolejność | Szkoła                             | Zespół         |
| --------- | ---------------------------------- | -------------- |
| 1.        | Augsburg University                | Auggies        |
| 2.        | Wartburg College                   | Knights        |
| 3.        | University of Wisconsin–La Crosse  | Eagles         |
| 4.        | Johnson & Wales University         | Wildcats       |
| 5.        | University of Wisconsin–Eau Claire | Blugolds       |
| 6.        | Baldwin Wallace University         | Yellow Jackets |
| 7.        | Stevens Institute of Technology    | Ducks          |
| 8.        | North Central College              | Cardinals      |

### All American

#### 125 lb
| Lp. | Zawodnik         | Szkoła          |
| --- | ---------------- | --------------- |
| 1.  | Joziah Fry       | Johnson & Wales |
| 2.  | Christian Guzman | North Central   |
| 3.  | James Day        | Wabash          |
| 4.  | Jacob Decatur    | Baldwin Wallace |
| 5.  | Mason Barrett    | Averett         |
| 6.  | Zac Blasioli     | Millikin        |
| 7.  | Gavin Bradley    | Castleton       |
| 8.  | Mac Cafurello    | Roanoke         |

#### 133 lb
| Lp. | Zawodnik          | Szkoła                 |
| --- | ----------------- | ---------------------- |
| 1.  | Chase Randall     | US Coast Guard Academy |
| 2.  | Jaden Hinton      | Baldwin Wallace        |
| 3.  | Joe Pins          | Wartburg               |
| 4.  | Robbie Precin     | North Central          |
| 5.  | Jacob Blair       | Delaware Valley        |
| 6.  | Dominik Mallinder | Wisconsin–Whitewater   |
| 7.  | Isaias Torres     | Ithaca                 |
| 8.  | Desmond Diggs     | Mount St. Joseph       |

#### 141 lb
| Lp. | Zawodnik          | Szkoła               |
| --- | ----------------- | -------------------- |
| 1.  | Josh Wilson       | Greensboro           |
| 2.  | Jacob Reed        | Ohio Northern        |
| 3.  | Mark Samuel       | Roanoke              |
| 4.  | Josiah Gehr       | Messiah              |
| 5.  | Kyler Romero      | Wartburg             |
| 6.  | Victor Perlleshi  | Johnson & Wales      |
| 7.  | Alex Samson       | St. John Fisher      |
| 8.  | Ethan Pogorzelski | Wisconsin–Whitewater |

#### 149 lb
| Lp. | Zawodnik         | Szkoła               |
| --- | ---------------- | -------------------- |
| 1.  | Michael Petrella | Baldwin Wallace      |
| 2.  | Tyler Goebel     | Wisconsin–La Crosse  |
| 3.  | Charlie Dojan    | Wartburg             |
| 4.  | Eric Kinkaid     | Loras                |
| 5.  | Zach Sato        | Wisconsin–Eau Claire |
| 6.  | Colby Frost      | Southern Maine       |
| 7.  | Michael Conklin  | New Jersey           |
| 8.  | Mike Glynn       | Rochester IT         |

#### 157 lb
| Lp. | Zawodnik             | Szkoła              |
| --- | -------------------- | ------------------- |
| 1.  | Nolan Hertel         | Wisconsin–La Crosse |
| 2.  | Peter Kane           | Williams            |
| 3.  | Cooper Pontelandolfo | NJU                 |
| 4.  | Clayton McDonough    | Luther College      |
| 5.  | Blake Jagodzinske    | Augsburg            |
| 6.  | Ryan Smith           | Stevens IT          |
| 7.  | Gabriel Smith        | Cornell             |
| 8.  | Xavier Howard        | McDaniel            |

#### 165 lb
| Lp. | Zawodnik           | Szkoła               |
| --- | ------------------ | -------------------- |
| 1.  | Nicholas Sacco     | New Jersey           |
| 2.  | Noah Leisgang      | Wisconsin–La Crosse  |
| 3.  | Matt Lackman       | Alvernia             |
| 4.  | Tristan Massie     | Wisconsin–Eau Claire |
| 5.  | Cooper Willis      | Augsburg             |
| 6.  | Will Esmoil        | Coe                  |
| 7.  | Dustin Bohren      | Loras                |
| 8.  | Patrick Wisniewski | Johnson & Wales      |

#### 174 lb
| Lp. | Zawodnik        | Szkoła               |
| --- | --------------- | -------------------- |
| 1.  | Jared Stricker  | Wisconsin–Eau Claire |
| 2.  | Zane Mulder     | Wartburg             |
| 3.  | Zeb Gnida       | Loras                |
| 4.  | Jason Geyer     | New York             |
| 5.  | Charlie Grygas  | Oswego State         |
| 6.  | Dejon Glaster   | Millikin             |
| 7.  | Seth Goetzinger | Augsburg             |
| 8.  | Stefan Major    | Stevens IT           |

#### 184 lb
| Lp. | Zawodnik                      | Szkoła               |
| --- | ----------------------------- | -------------------- |
| 1.  | Bentley Schwanebeck-Ostermann | Augsburg             |
| 2.  | Ryan DeVivo                   | Johnson & Wales      |
| 3.  | Niall Schoenfelder            | Wisconsin–Eau Claire |
| 4.  | Sampson Wilkins               | Castleton            |
| 5.  | Sean Malenfant                | Alfred State         |
| 6.  | Dylan Wellbaum                | Adrian               |
| 7.  | Jack Ryan                     | Oneonta State        |
| 8.  | Max Borton                    | Ursinus              |

#### 197 lb
| Lp. | Zawodnik         | Szkoła                 |
| --- | ---------------- | ---------------------- |
| 1.  | Massoma Endene   | Wartburg               |
| 2.  | Gabriel Zierden  | Concordia              |
| 3.  | Montgomery Mills | Westminster            |
| 4.  | Cameron Butka    | Wilkes                 |
| 5.  | Dylan Harr       | Johnson & Wales        |
| 6.  | Coy Spooner      | US Coast Guard Academy |
| 7.  | Parker Venz      | Augsburg               |
| 8.  | Ben Kawczynski   | Wisconsin–La Crosse    |

#### 285 lb
| Lp. | Zawodnik        | Szkoła                 |
| --- | --------------- | ---------------------- |
| 1.  | Tyler Kim       | Augsburg               |
| 2.  | Michael Douglas | Wisconsin–La Crosse    |
| 3.  | Carl DiGiorgio  | US Coast Guard Academy |
| 4.  | Robby Bates     | North Central          |
| 5.  | Rayshawn Dixon  | Ferrum                 |
| 6.  | Dylan Waller    | Elizabethtown          |
| 7.  | Walter West     | Luther College         |
| 8.  | Peter Wersinger | New Jersey             |